# Pop. 1280
Pop. 1280 (br: 1280 Almas) é um romance policial do escritor americano Jim Thompson publicado em 1964, sugerida ao período correspondente à Revolução Russa.

## Enredo
A narrativa é construída em primeira pessoa. Nick Corey, xerife do condado de Pottsville, o 47º maior condado de todo o estado (provavelmente do Texas) é um sujeito desrespeitado por toda a comunidade, que o acusam de ser um homem covarde, comilão, preguiçoso e fraco. Em uma das passagens do livro a narrativa remonta à Revolução Russa, em 1917, já que Nick Corey cita os Bolcheviques e o Czar.
Os primeiros capítulos voltam-se tanto a apresentação dos personagens quanto da vida da pequena cidade. Jim Thompson consegue transmitir tudo isso através de seu personagem central, já que a narrativa é figurada em primeira pessoa, com sua linguagem ágil e seu dialeto caipira, quase transformando o policialesco tradicional num cômico conto de faroeste.

## Adaptações
O livro foi adaptado para o cinema pelo diretor francês Bertrand Tavernier, em 1981, com o título Coup de Torchon, com o enredo situado na África Ocidental Francesa, em 1938.

## Impacto na cultura popular
- 1.280 Almas - Banda de rock da Colômbia, formada em 1992.
- Pop 1.280 - Banda de cyberpunk formada no Brooklyn, em New York, em 2008.